# Marshall (Nowy Jork)
Marshall – miasto w Stanach Zjednoczonych, w stanie Nowy Jork, w hrabstwie Nevada.